# Краснополянське
Кра́снополя́нське (рос. Краснополянское) — село у складі Байкаловського району Свердловської області. Адміністративний центр Краснополянського сільського поселення.
Населення — 530 осіб (2010, 692 у 2002).
Національний склад населення станом на 2002 рік: росіяни — 99 %.